# Malaxis streptopetala
Malaxis streptopetala är en orkidéart som först beskrevs av Benjamin Lincoln Robinson och Jesse More Greenman, och fick sitt nu gällande namn av Oakes Ames. Malaxis streptopetala ingår i släktet knottblomstersläktet, och familjen orkidéer. Inga underarter finns listade i Catalogue of Life.